# Ключ (приток Валы)
Ключ — река в России, протекает в Можгинском районе Удмуртии. Устье реки находится в 175 км по левому берегу реки Вала. Длина реки составляет 13 км, площадь водосборного бассейна 52,4 км².
Исток реки находится в урочище Альнецк в 10 км к северо-западу от села Старые Какси и в 18 км к юго-западу от города Можга. Река течёт на юго-восток, крупнейший приток Пошурка (правый). Река протекает деревню Новопольск и впадает в запруду на реке Вала у сёл Замостные Какси и Старые Какси (Муниципальное образование «Старокаксинское»).

## Данные водного реестра
По данным государственного водного реестра России относится к Камскому бассейновому округу, водохозяйственный участок реки — Вятка от водомерного поста посёлка городского типа Аркуль до города Вятские Поляны, речной подбассейн реки — Вятка. Речной бассейн реки — Кама.
Код объекта в государственном водном реестре — 10010300512111100039092.